# متنزه برادجيت

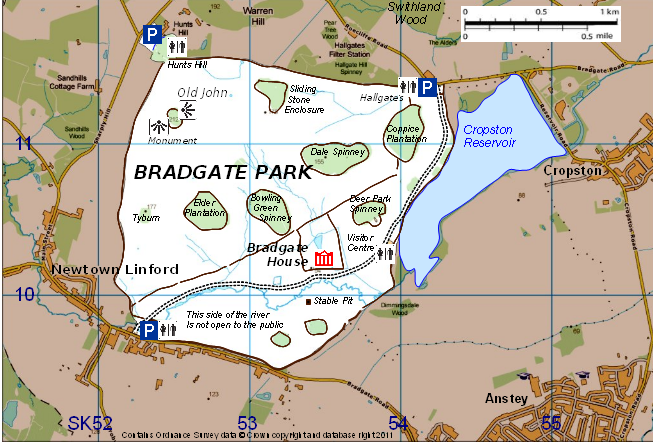
متنزه برادجيت والقرى المجاورة

يعد متنزه برادجيت أحد الحدائق العامة في غابة تشارنوود الواقعة في مقاطعة ليسترشاير في إنجلترا وبالتحديد في الشمال الغربي من مدينة ليستر. يغطي المتنزه مساحة 850 فداناً (340 هكتاراً) واقعة بين قرى نيوتاون لينفورد، وآنستي، وكروبستون، ووودهاوس إيفز، وسويثلاند. يمتد نهر لين عبر الحديقة متدفقاً نحو خزان كروبستون الذي تم تشييده ضمن أجزاء الحديقة. تقع غابة سويثلاند إلى الشمال الشرقي. تقع معالم الحديقة المعروفة: برج أولد جون، والنصب التذكاري للحرب، فوق محيط 210 متر (690 قدم).[3] ويعد هذا المتنزه جزءاً من 399.3 هكتار بين حديقة برادجيت وموقع خزان كروبستون للاهتمامات العلمية الخاصة والتي تم تعيينها وفقا لكلا المعايير البيولوجية والجيولوجية.
قام إداريو ائتمان برادجيت بنصح جميع الزوار بأن يكونوا في حالة تأهب لخطر التسبب في اندلاع حريق نتيجة للحريق الواقع في أبريل (نيسان)، 2017. على الرغم من ذلك، اندلع حريق آخر في يونيو (حزيران) وتسبب في تدمير واحدة من أقدم أشجار البلوط.[7]

## التاريخ
كانت المنطقة المطلق عليها الآن باسم حديقة برادجيت واحدة من بين عدد من الحدائق المحيطة بغابة تشارنوود. منذ العصور الوسطى وهذه الحديقة كانت جزءاً من الضيعة الإقطاعية جروبي.[8] في ظل حكم إدوارد المجاهر بإيمانه كانت المنطقة مملوكة من قبل أولف. تم منح مالك الضيعة و100 شخص آخر في ليسترشاير وحولها إلى هيو دي جراندسمنيل في القرن الحادي عشر كمكافأة لمناصرته في معركة ويليام الأول.[9] يُعتقد بأن اسم برادجيت مشتقاً من نورس بمعنى «الطريق الواسع» أو آنجلو-ساكسون بمعنى «البوابة العريضة».[9] وقع أول ذكر لمتنزه برادجيت في عام 1241 حيث تم إنشاؤه كمتنزه للصيد إلا أنه كان أصغر حدوداً من المتنزه الحالي.[8] حصلت عائلة بومونت عليها لاحقاً، وثم امتلكتها عائلة دي كوينسي، وثم ويليام دي فيريرز في جروبي. ظل المتنزه في حكم عائلة دي فيرريرز حتى عام 1445 حين انتقلت الملكية إلى عائلة جراي بعد زواج ابنة ويليام الوحيدة الباقية من إدوارد جراي.[9] ينص ذكر ملكية الحديقة في التحقيق الإجرائي بعد وفاة عائلة دي فيريرز حول العقارات المملوكة حيث «كان يبلغ ثمنها 40 شلن سنوياً باشتمال المرعى، ومرعى الخنازير، وصغار الشجر».[10] احتفظت عائلة جراي بملكيتها لمدة 500 عام، وفي القرن التاسع عشر تم فتحها للعامة عدة أيام في الأسبوع.[11][12] قام تشارلز بينيون بشرائها في عام 1928 وتم إعطاؤها ــ كما وصفتها لوحة في الحديقة ــ «للحفاظ عليها في حالتها الطبيعية من أجل الاستمتاع الهادئ لشعب ليسترشاير».

### حديقة ظبي القرون الوسطى
كانت الحديقة محاطة في الأصل باستخدام بنك وخندق تعلوه أعمدة البلوط العمودية. تعبر هذه القنوات الأولى نهر لين إلى الشرق من مضيق ماتلوك الصغير. كان أحد البستانيين الساكن الوحيد في منزل خندق ليحتفظ بمخازن من الظبي من أجل أن يصطادها مولى الضيعة الإقطاعية جروبي.[8]  تم توسيع الحديقة بشكل كبير من خلال أول نبلاء أواخر القرن الخامس عشر، لاحتلال الأراضي التي كانت تزرعها سابقًا كل من نيوتاون لينفورد وقرية برادجيت المفقودة الآن.[8] يشير تاريخ الأشنة في جدران الحجر الجاف إلى أن الجدران الحدودية الشمالية والغربية قد بنيت في القرنين السابع عشر والثامن عشر، عندما كان برادجيت لا يزال محتلًا من قبل إيرل ستامفورد. تعد الأيكة المسورة من الجدران ميزةً لاحقة، تم بناؤها وزرعها في أوائل القرن التاسع عشر كأغطية لإطلاق النار.[9] وما زالت الحديقة مليئة بقطعان من الغزلان الحمراء والمراحة، والتي من المحتمل أن تشغلها منذ فترة العصور الوسطى. [8]

### منزل برادجيت
تزوج ابن إدوارد جراي، السيد جون جراي من جروبي، من إليزابيث وودفيل، والتي تزوجت من الملك إدوارد الرابع بعد وفاة جون. أعد ابنهم توماس غراي وهو أول نبلاء دورست، لبناء بيت برادجيت في أواخر القرن الخامس عشر لكنه توفي قبل أن يتمكن من البدء. فكان ابنه توماس غراي، ثاني نبلاء دورست هو الذي بنى منزل برادجيت المحتمل اكتمال بنائه في عام 1520. مع ذلك، هناك الآن بعض الالتباس حول تاريخ الإكمال هذا، حيث تم اكتشاف منزل أقدم تحت الجدران المرئية وتشير النتائج إلى أن السيدة جين جراي (انظر أدناه) التي لم تولد حتى عام 1537 كانت تعيش في المنزل الأقدم.[13]
السيدة جين جراي
توفي السيد توماس جراي في عام 1530 حيث خلفه ابنه هنري ثالث

نبلاء دورست والذي تزوج من فرانسيس ابنة دوق سوفولك. ولدت ابنتهم جين في منزل برادجيت يوم 12 أكتوبر عام 1537.  

### برج أولد جون
أحد المعالم البارزة البرج المعروف باسم «أولد جون» على قمة أعلى تل في الحديقة. تم بناؤه في عام 1784 ويمثل نصبًا تذكاريًا لجون كأسطورة محلية، وهو عامل عقارات قُتل في حادث حريق أثناء الاحتفالات بعيد الميلاد الحادي والعشرين لإيرل ستامفورد السادس المستقبلي. من المعروف أن الأعمال الحجرية على جانب البرج قد تم تغييرها لتبدو وكأنها مقبض لعلها تمثل شيوع محبة جون للمزر.[14] مع ذلك، لم يكن عمره 21 عامًا حتى عام 1786، وقد تم تسمية التل في خريطة من عام 1745 باسم «أولد جون». تم استخدام البرج خلال القرن التاسع عشر كنقطة عرض لدائرة ممارسة سباق الخيل التي وضعها الإيرل السابع.
سجلت إدارة إئتمان متنزه برادجيت تصميم المبنى كعلامة تجارية عام 2001، وفي عام 2018 أبلغت فنانة محلية بأنه سيتوجب عليها أن تقوم بالدفع لهم في حال استمرارها ببيع لوحاتها.[15]

### خزان كروبستون
تم بناء خزان كروبستون في الركن الجنوبي الغربي من الحديقة عام 1871 حيث غمر منزل الرئيس القائم عليه[9]، ومساحة كبيرة من الحدائق السابقة.[8] كان الخزان الثاني في ليستر (بعد ثورنتون)، الذي تم بناؤه استجابة لوباء الكوليرا في عامي 1831 و1841. تم رفع مستوى المياه بطول قدمين (60 سم) في عام 1887 لزيادة السعة، واستمرت محركات الشعاع التي تعمل بالبخار الأصلي حتى عام 1956.[16] كما تم بناء عدد من المسابح على طول مجرى نهر لين عبر الحديقة، للسماح للطمي بالاستقرار قبل الوصول إلى الخزان.[9] تم إضافة خزان آخر مغطى على الجانب الشمالي من الحديقة في أوائل الستينيات. [9]  

### حديقة عامة
تم توريث الملكية بعد وفاة أرملة إيرل ستامفورد السابع لابنة أخته السيدة آرثر دنكومب في عام 1905. تم السماح بالدخول المحدود للعامة حينما كانت الحديقة في يد عائلة جراي. تم تضمين حديقة الظبي القديمة مع أنقاض منزل برادجيت في بيع عقار عائلة جراي عام 1928 حيث قام تشارلز بينيون وهو رجل أعمال محلي ومؤسس شركة بريتيش يونايتد لصناعة الأحذية بشرائها وتقديمها أبدياً إلى شعب ليسترشاير. تُحيي لوحات أولد جون وما يتبقى من طرق الحديقة ذكرى هذه الهدية. وأضاف ابن بينيون بعد ذلك هدية قطعة أرض مجاورة، وفي عام 1936 قام مجلس المدينة بشراء 46.5 فداناً إضافي من الأرض المتاخمة للحديقة.[17] تم بيع غابة سويثلاند عام 1921 إلى تاجر الأخشاب ويليام جيمسون في ليستر، والذي بدأ في استخراج أخشاب البناء تجارياً بهدف تقسيم الأرض لبناء قطع أراضي حيث تم تطهيرها تدريجياً. إثر قلق عام من الخسارة المهددة في هذه الغابة القديمة ذات الأهمية بالنسبة لتاريخها الجيولوجي والطبيعي والتاريخ الصناعي، اشترى نادي روتاري في ليستر عام 1925، بالتعاون مع ويليام جيمسون، كامل الموقع الذي تبلغ مساحته حوالي 137 فدانًا (55 هكتار) للحفظ وتوفير الوصول إلى الجمهور للاستجمام «كتراث وطني». أسس نادي الروتار إدارة إئتمان غابة سويثلاند، وقام بإصلاح وتجديد سياج المنطقة، وتوفير مواقف للسيارات واستعادة المسارات، وإنفاق حوالي 6000 جنيه إسترليني على الشراء الأصلي، والمبارزة والمناظر الطبيعية. افتتح النادي غابة سويثلاند للعامة في عطلة نهاية الأسبوع المصرفية لشهر أغسطس، في 2 أغسطس 1925، حيث قام بتعيين موظفيه لإدارة خدمات الغابة والزوار. بدأ النادي خدمة الجريس السنوية في عام 1928 بشراكة مع كنيسة سويثلاند الأبرشية. تم إنشاء مؤسسة متنزه برادجيت الخيرية في 29 ديسمبر 1929 مع الأمناء المعينين من قبل مجلس المقاطعة والصندوق الوطني لإدارة شراء وهدية تشارلز بينيون لمتنزه برادجيت، مع كبار المسؤولين المختصين بالمجلس الذين يقدمون الخدمات المهنية والإدارية اللازمة، بما في ذلك الأرض الإدارة والقانونية والأمانة والدعم المالي. على الرغم من أنه لا يبدو أن هناك افتتاحًا رسميًا لمنتزه برادجيت، إلا أن دخول العامة إلى المتنزه أصبح متاحًا بعد ذلك بوقت قصير في عام 1929. بمجرد تشغيل برادغيت بارك ترست وتأسيسه بالكامل في عام 1931، اقترب نادي الروتاري من مجلس المقاطعة والأوصياء حول إمكانية دمج اثنين من الممتلكات والجمعيات الخيرية تحت أمناء برادجيت بارك وهذا اكتمل في عام 1931.[18] تتم إدارة الحديقة الآن بواسطة إدارة الإئتمان الخيرية لكل من متنزه برادجيت وغابة سويثلاند، مع ترشيح أمناء من مجلس مقاطعة ليسترشاير، ومجلس مدينة ليستر، ومجلس الصندوق الوطني.[19] اعتمدت الجمعية اللقب العملي الأقصر «صندوق متنزه برادجيت الائتماني» بموافقة الهيئة الخيرية.  